# زانه اگلیته
زانه اگلیته (انگلیسی: Zane Eglīte؛ زادهٔ ۱۰ دسامبر ۱۹۸۴) بازیکن بسکتبال زن اهل لتونی است. وی در بازی‌های المپیک تابستانی ۲۰۰۸ شرکت کرده‌است.